# عمرو سماکه
عمرو سماکه (عربی: عمرو أحمد فتحي؛ زادهٔ ۲۲ مهٔ ۱۹۸۳) یک ورزشکار اهل مصر است.
از باشگاه‌هایی که در آن بازی کرده‌است می‌توان به باشگاه ورزشی صفا، باشگاه ورزشی الاهلی مصر، باشگاه ورزشی کاظمه کویت، و تیم ملی فوتبال مصر اشاره کرد.
وی همچنین در تیم ملی فوتبال مصر بازی کرده است.